# Іраклон (візантійський імператор)
Іраклон (лат. Constantinus Heraclius, грец. Ἡρακλεωνάς; 626, Константинополь — 642, Родос) — імператор Візантії з лютого по вересень 641 року.
Іраклон був сином візантійського імператора Іраклія та його другої дружини — Мартини.
Мартина завдяки тиску на чоловіка, змусила його відмовити своєму старшому сину Костянтину III, як наступнику трона, яким він був із 632 року. 4 липня 638 року 12-річного Іракліона називають співімператором. Однак вже 11 лютого 641 року імператор Іраклій помирає. І вже тоді вдова Мартина стає регенткою імперії при своєму малолітньому імператорі, хоча і змушена ділити правління із Костянтином III. Однак не довго. 25 травня 641 року і він помирає. Містом ходять чутки про причетність Мартини до смерті Констянтина.
Перед смертю Костянтин III призначив свого 11-річного сина Гераклея на співімператора, якого восени 641 року і коронували на нового імператора Константа II.
14 вересня 641 року «народ» повстає проти Мартини і вривається в імператорський палац. Очевидно за «народом» стояли впливові сеноторські партії. Їй відрізують язика, а Іраклону носа, та засилають обох на Родос. Від отриманих ран Іраклон незабаром помирає.
Констант II стає імператором Візантії.